# Маріуполь-Сортувальний
Маріу́поль-Сортува́льний — позакласна вантажна залізнична станція Лиманської дирекції Донецької залізниці на лінії Асланове — Маріуполь-Сортувальний.
Найближча станція Асланове (6 км). Тупикова станція, розташована в Кальміуському районі Маріуполя біля металургійного комбінату імені Ілліча (поруч вапновипалювальний цех), який вона і обслуговує. По станції здійснюються виключно промислові перевезення.